# نيلسون سان مارتين
نيلسون سان مارتين (بالإسبانية: Nelson Marcelo San Martín Arriagada)‏ (17 مايو 1980 بسانتياغو في تشيلي - ) هو لاعب كرة قدم تشيلي في مركز الوسط. لعب مع نادي أونيفرسيداد دي تشيلي ونادي هوم يونايتد وكوريكو يونيدو ونادي باثوم يونايتد ونادي كيدا دارول أمان وDeportes Temuco ‏ وA.C. Barnechea ‏ واستوديانتس دي التاميرا ‏ واتحاد سان فيليبي ‏ وTerengganu F.C. II ‏.

## وصلات خارجية
- نيلسون سان مارتين على موقع Soccerway.com (الإنجليزية)